# Peter Geach
Peter Thomas Geach (født 29. marts 1916, død 21. december 2013) var en britisk filosof. 
Hans interesseområder var filosofisk logik, og teorien om identitet. 
Han blev uddannet på Balliol College, Oxford. Han underviste i filosofi på Birmingham Universitet (1951-1966), og på University of Leeds (1966-1981). 
Hans tidlige arbejde omfattede de klassiske teksterpsykiske handlinger, og Reference og almenhed, der forsvarer en hovedsagelig moderne opfattelse af henvisning mod middelalderlige teorier om gisninger.